# Cyrtandra parvifolia
Cyrtandra parvifolia är en tvåhjärtbladig växtart som beskrevs av Elmer Drew Merrill. Cyrtandra parvifolia ingår i släktet Cyrtandra och familjen Gesneriaceae. Inga underarter finns listade i Catalogue of Life.